# Devareddipalli, Srinivaspur
Devareddipalli là một làng thuộc tehsil Srinivaspur, huyện Kolar, bang Karnataka, Ấn Độ.